# Louise Bourgoin
Pour les articles homonymes, voir Bourgoin.
Louise Bourgoin est une actrice et animatrice de télévision française, née sous le nom complet d'Ariane Louise Bourgoin le 28 novembre 1981 à Rennes (Bretagne).

## Biographie

### Enfance et formation
Ariane Louise Bourgoin, dont le prénom usuel est le second, naît le 28 novembre 1981 à Rennes, d'un père professeur de philosophie et d'une mère professeur agrégée de lettres modernes : elle passe son enfance entre Vannes, et Rennes où elle est élevée par sa mère après la séparation de ses parents, et où elle est scolarisée à l'école primaire Carle-Bahon, au collège les Ormeaux, et au lycée Anne de Bretagne,. Au lycée, le professeur Renaud, qui donne des cours d'arts plastiques, l'incite à passer le concours des beaux-arts. Suivant l'avis de ses parents, qui, selon elle, rêvent que leur fille exerce un métier stable, elle étudie cinq ans à l'école régionale des beaux-arts de Rennes afin de devenir professeur d'arts plastiques. Diplômée des Beaux-Arts de Rennes, elle échoue au CAPES, et se rend à Paris.

### Révélation télévisuelle (2003-2008)
En 2003, Louise Bourgoin participe à Fort Boyard dans l'équipe de Gaël Leforestier[pertinence contestée].
En 2004, elle devient l'une des animatrices de l'émission Kawaï !, sur la chaîne Filles TV[source secondaire souhaitée], sous son simple prénom. Cette émission met en scène des animatrices ayant chacune des personnalités bien distinctes. Elle écrit, défend ses rubriques et présente ses coups de cœur dans ce magazine.
À partir de la rentrée 2006 jusqu'en juin 2008, elle est la « Miss Météo » dans Le Grand Journal de Michel Denisot, diffusé chaque soir sur Canal+. Pour éviter la confusion avec Ariane Massenet, elle prend son deuxième prénom Louise comme prénom usuel, et aussi parce qu'elle aime les œuvres de Louise Bourgeois. L'émission la lance et lui permet de développer d'autres projets.
Sa présence dans Le Grand Journal est réduite en conséquence : à partir de septembre 2008, elle se contente d'animer tous les vendredis une pastille intitulée Lu à la télé : à savoir une rubrique pseudo-littéraire d'environ 4 minutes et qui commence par une entrée spectaculaire, suivie d'une présentation très rapide de quelques livres et qui s'achève par un petit clip où elle parodie une personnalité[source secondaire souhaitée]. Parmi ces célébrités, on trouve[style à revoir] Arielle Dombasle, Roselyne Bachelot, Ségolène Royal, Amélie Nothomb, Carla Bruni ou encore Jean Sarkozy.
Sollicitée par le cinéma, Louise Bourgoin quitte définitivement l'émission en décembre de la même année.

### Progression au cinéma (2008-2011)

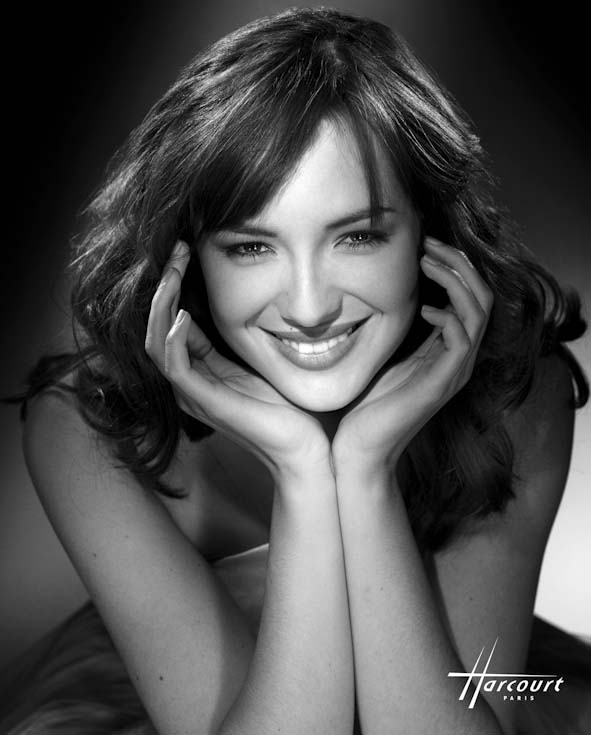
Portrait officiel de Louise Bourgoin du studio Harcourt en 2009.

Dès ses débuts au Grand Journal de Canal + en septembre 2006, Louise Bourgoin est remarquée par l'acteur Fabrice Luchini qui lui conseille de passer le casting du prochain film d'Anne Fontaine, La Fille de Monaco. Elle obtient le rôle principal féminin et le film, tourné en 2007, sorti en 2008, lui vaut une nomination aux Césars en 2009, dans la catégorie César du meilleur espoir féminin, ainsi que le « Raimu de l'espoir » parmi les prix Raimu de la comédie.
Peu de temps avant sa rencontre avec Luchini, elle avait passé quelques essais pour Paris, de Cédric Klapisch, mais n'avait pas été retenue par le cinéaste.
En décembre 2008, Louise Bourgoin quitte définitivement le Grand Journal, pour se consacrer au tournage de quatre longs métrages prévus au cours de l'année 2009 : Blanc comme Neige de Christophe Blanc, Sweet Valentine d'Emma Luchini, l'expérimental L'Autre Monde de Gilles Marchand, sélectionné au Festival de Cannes en 2010. Mais, c'est le blockbuster de Luc Besson, Les Aventures extraordinaires d'Adèle Blanc-Sec, qui lui permet d'être pour la première fois tête d'affiche.
En 2010, elle confirme son statut en étant l'héroïne du 3e film de Rémi Bezançon, Un heureux événement, librement inspiré du livre d'Éliette Abécassis, et dans lequel elle donne une prestation remarquée en femme enceinte.
En 2011, elle retrouve son ancien collègue écrivain du Grand Journal, Frédéric Beigbeder, pour incarner Alice, dans son premier film L'amour dure trois ans, aux côtés de Gaspard Proust.
En 2012, elle joue une jeune sœur aux côtés d'Isabelle Huppert et de Pauline Étienne dans La Religieuse de Guillaume Nicloux. La même année, elle tient le rôle de Judith, mère célibataire élevant seule sa fille diabétique, dans le second long-métrage de la réalisatrice Axelle Ropert, Tirez la langue, mademoiselle.
Enfin, renouant avec sa formation artistique initiale, elle coécrit avec l'historien de l'art Edward Vignot, le livre Orsay mis à nu, publié par les éditions Place des Victoires et le musée d'Orsay, dans lequel est décrit l'intégralité des nus du musée d'Orsay.

### Expériences américaines puis cinéma d'auteur (2013-2015)

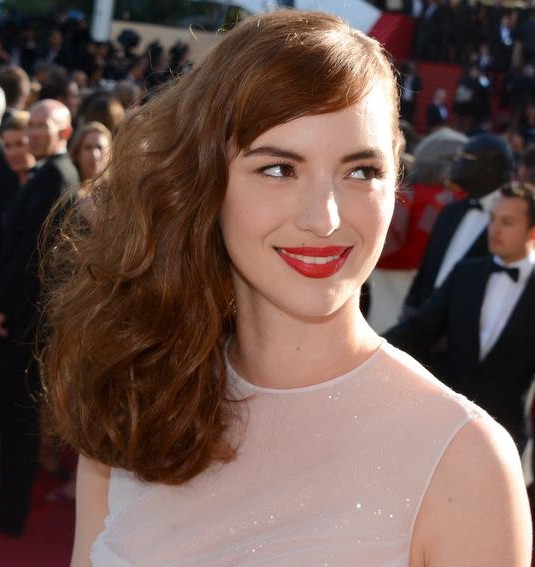
Louise Bourgoin au Festival de Cannes 2013.

En 2013, après s'être essayée à la comédie en langue anglaise dans le film Duo d'escrocs avec Pierce Brosnan, elle obtient le rôle de Sandra, jeune mère paumée ayant accumulé des dettes dans le film de Nicole Garcia, Un beau dimanche, sorti en février 2014.
En 2014, elle obtient le premier rôle féminin du thriller américain Mojave, réalisé par le scénariste William Monahan, avec Mark Wahlberg et Oscar Isaac dans les rôles principaux. Le film sort directement en vidéo.
La même année, elle incarne Émilie Lelouch aux côtés de Vincent Lindon dans Les Chevaliers blancs  de Joachim Lafosse, d'après l'affaire de L'Arche de Zoé, association impliquée dans l'enlèvement de plus d'une centaine d'enfants au Tchad en 2007,.
En septembre 2014, elle joue Sandrine dans Je suis un soldat, jeune femme perdue devant retourner vivre chez sa mère à Roubaix à 30 ans passé et initiée malgré elle au trafic de chiens de race, par son oncle, incarné par Jean-Hugues Anglade. Ce projet lui permet de renouer avec la critique : réalisé par Laurent Larivière, ce premier film est sélectionné au Festival de Cannes 2015, dans la catégorie Un certain regard.
En décembre 2014, Louise Bourgoin retrouve Nicole Garcia, mais cette fois en tant que comédienne, puisqu'elles jouent la mère et la fille dans La Fin de la nuit, réalisé par Lucas Belvaux, d'après le roman du même nom de François Mauriac, pour la télévision.
En 2015, elle devient l'égérie des parfums Kenzo[source secondaire souhaitée]. La même année elle fait partie du jury de Benoît Jacquot lors du 41e Festival du cinéma américain de Deauville.

### Retour à la comédie et à Canal+ (depuis 2016)
L'année 2017 est bâtie autour des sorties de deux comédies romantiques, lui permettant de collaborer avec d'anciens de Canal+.
Elle partage d'abord l'affiche de la satire Sous le même toit avec Gilles Lellouche, sous la direction de l'ex-Nul Dominique Farrugia. Puis elle donne la réplique à une autre révélation de la chaîne payante, Stéphane De Groodt, pour la comédie fantastique L'Un dans l'autre, de Bruno Chiche.
La même année est diffusé par France 3 le téléfilm La Fin de la nuit, réalisé par Lucas Belvaux, qui lui permet, face à Nicole Garcia, de revenir à un registre dramatique.
En 2018, elle persiste dans la comédie romantique avec Les Dents, pipi et au lit, où elle forme cette fois un couple avec Arnaud Ducret.
La même année, elle boucle le tournage de la première saison d'une nouvelle série télévisée de Canal+, dont elle tient l'un des rôles principaux. Il s'agit d'une adaptation du multi-récompensé drame hospitalier Hippocrate (sorti cinq ans plus tôt). Elle apparait également dans le premier épisode de la mini-série écrite et réalisée par Matthew Weiner, The Romanoffs.

### Vie personnelle

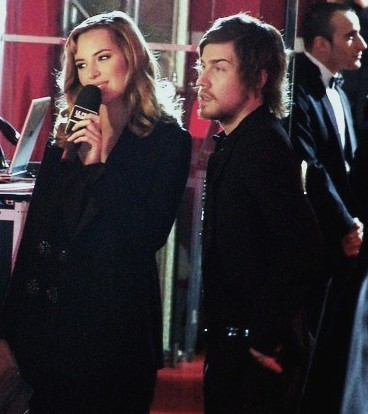
Louise Bourgoin avec son compagnon de l’époque, Julien Doré, à la des César en 2008.

Entre 2007 et 2010, Louise Bourgoin partage la vie du chanteur Julien Doré.
À partir de 2013, elle est en couple avec le musicien Tepr. Le 7 avril 2016, elle donne naissance à un garçon, Étienne, et en 2020 à son second fils Vadim. Le couple se sépare en 2023.

## Filmographie

### Cinéma
- 2002 : Les Femmes… ou les enfants d’abord… de Manuel Poirier : figuration[24]
- 2008 : La Fille de Monaco d'Anne Fontaine : Audrey Varella
- 2009 : Le Petit Nicolas de Laurent Tirard : la fleuriste
- 2010 : Blanc comme neige de Christophe Blanc : Michèle
- 2010 : Les Aventures extraordinaires d'Adèle Blanc-Sec de Luc Besson : Adèle Blanc-Sec
- 2010 : Sweet Valentine d'Emma Luchini : Camille
- 2010 : L'Autre Monde de Gilles Marchand : Audrey
- 2011 : Un heureux événement de Rémi Bezançon : Barbara
- 2012 : L'amour dure trois ans de Frédéric Beigbeder : Alice
- 2013 : La Religieuse de Guillaume Nicloux : Supérieure Christine
- 2013 : Tirez la langue, mademoiselle d'Axelle Ropert : Judith
- 2013 : Duo d'escrocs (The Love Punch) de Joel Hopkins : Manon
- 2014 : Un beau dimanche de Nicole Garcia : Sandra
- 2015 : Les Chevaliers blancs de Joachim Lafosse : Laura
- 2015 : Je suis un soldat de Laurent Larivière : Sandrine
- 2016 : Mojave de William Monahan : Milly
- 2017 : Sous le même toit de Dominique Farrugia : Delphine Parisot
- 2017 : L'Un dans l'autre de Bruno Chiche : Pénélope
- 2018 : Les Dents, pipi et au lit d'Emmanuel Gillibert : Jeanne
- 2020 : L'Enfant rêvé de Raphaël Jacoulot : Patricia
- 2022 : La Montagne de Thomas Salvador : Léa
- 2022 : C'est mon homme de Guillaume Bureau : Rose-Marie Brunet / Frimousse
- 2023 : Un métier sérieux de Thomas Lilti : Sandrine
- 2023 : Anti-Squat de Nicolas Silhol : Inès
- 2023 : Le Médium d'Emmanuel Laskar : Alicia
- 2024 : Bis Repetita d'Émilie Noblet : Delphine
- 2025 : Je le jure de Samuel Theis : Julia Faure

### Télévision
- 2006–2009 : Le Grand Journal (saison 3 à 5) Météo (2006–2008), Les Bonus de Guillaume (2008), Sans Prétention (2009)
- 2017 : La Fin de la nuit (téléfilm) de Lucas Belvaux : Marie
- 2018 : The Romanoffs de Matthew Weiner (série télévisée) : Sophie
- 2018-2024 : Hippocrate (série télévisée) : Chloé Antovska (depuis la saison 1 - en cours)
- 2021 : Yes vous aime (série télévisée) : Roselyne Bachelot
- 2024 : Mister Spade de Scott Frank (série télévisée) : Marguerite Devereaux

### Doublage
- 2009 : Monstres contre Aliens (Monsters vs. Aliens) de Conrad Vernon : voix de Susan Murphy (Génormica)
- 2013 : La Nuit américaine d'Angélique (court métrage) de Pierre-Emmanuel Lyet et Joris Clerté : voix d'Angélique

## Performances
- La Peur, d'Olivia Rosenthal et Laurent Larivière, avec Louise Bourgoin et Laurent Larivière, Festival Hors Pistes, Centre Pompidou, Paris, le 4 février 2012.

## Publication
- 2012 : Orsay mis à nu cosigné avec Edwart Vignot, Place des Victoires  (ISBN 2809907129)[25]
- 2023 : Poésie érotique, anthologie de Marcel Béalu, Éditions Seghers  (ISBN 978-2-232-14710-4)

## Livre audio
- 2019 : lecture de La Servante écarlate de Margaret Atwood, dans la traduction de l'anglais (Canada) par Sylviane Ruéavec aux Éditions Robert Laffont, avec Marie-Eve Dufresne et Vincent de Boüard, Audible[26][source insuffisante].

## Engagements
En 2021, Louise Bourgoin a dessiné une collection capsule avec Keur Paris dont les bénéfices sont reversés à la Fondation des Femmes et à l'association MaMaMa.

## Distinctions

### Récompenses
- Festival du film de Cabourg 2016 : Swann d'or de la meilleure actrice pour Je suis un soldat
- Festival international du film du Caire 2015 : prix d'interprétation féminine pour Je suis un soldat
- Festival de Cosne-sur-Loire 2015 : prix de la meilleure actrice pour Je suis un soldat
- Raimu de la comédie 2008 : Raimu de l'espoir pour La Fille de Monaco

### Nominations
- Globes de cristal 2020[note 1] : Meilleure actrice de série ou mini-série pour Hippocrate[28]
- Association des critiques de séries 2019 : Meilleure actrice pour Hippocrate[29]
- Lauriers de l'Audiovisuel 2019 : Laurier interprétation féminine pour Hippocrate[30]
- Césars 2009 : César du meilleur espoir féminin pour La Fille de Monaco
- Étoiles d'or 2009 : Étoile d’or de la révélation féminine pour La Fille de Monaco[31]